# Неаполітанська карусель (фільм, 1954)
«Неаполітанська карусель» (італ. Carosello napoletano) — італійський музичний фільм 1954 року режисера Етторе Джанніні. Це перший італійський післявоєнний музичний фільм з неаполітанськими піснями та танцями, в якому також звучить голос знаменитого тенора Беньяміно Джильї. Фільм був внесений до списку 100 італійських фільмів, які потрібно зберегти від післявоєнних до вісімдесятих років ХХ століття. У ролі театральної примадонни Сісіни виступає молода Софія Лорен.

## Сюжет
Мандрівний співак Сальваторе Еспозіто (Паоло Стоппа) з сім’єю грає на старій піанолі і дає вистави лялькового театру блукаючи по вулицях Неаполя. У фільмі розкривається історія розвитку неаполітанської пісні та танців від середньовіччя до наших днів. У фільмі багато чудових італійських пісень у прекрасному виконанні.

## Ролі виконують
- Леонід М'ясін — Антоніо «Пульчинелла» Петіто
- Клелія Матанія[it] — Кончетта Еспозіто
- Паоло Стоппа — Сальваторе Еспозіто
- Марія Фйоре — донна Бриджита
- Тіна Піка[it] — Капера
- Софія Лорен — Сісіна
- Долорес Палумбо — мати Сісіни

## Нагороди
- 1954 Премія Каннського кінофестивалю:
  - міжнародний приз — Етторе Джанніні
- 1954 Нагорода Товариства іспанських кіносценаристів[es]
  - за найкращий іноземний фільм[es]
- 1955 Премія «Срібна стрічка» Італійського національного синдикату кіножурналістів:
  - за найкращу сценографію[it] — Маріо К’ярі
- 1955 Гран-прі Асоціації кінокритиків Бельгії